# مارماهی‌های کرمی
مارماهی‌های کرمی (نام علمی: Coloconger) نام یک سرده از راسته مارماهی‌سانان است.